# Jan Opatrný
Jan Opatrný (10. října 1895, Mýto – 7. prosince 1968, Praha) byl český katolický kněz, vysokoškolský pedagog, teolog, filozof a kanovník svatovítské kapituly.

## Život
Středoškolské vzdělání získal v Rokycanech v letech 1980-1909, dále pokračoval na gymnáziu v Příbrami, které zakončil v roce 1915 maturitou. Ke kněžství studoval na bohoslovecké fakultě c.k. Karlo-Ferdinandovy university v Praze, kterou dokončil v roce 1919 a byl vysvěcen na kněze. Na téže fakultě získal také doktorát teologie poté co předložil disertační práci s názvem: "De administratione bonorum fabricae secundum leges eccl. et civiles in Bohemia praesertim in Archidioecesi Pragensi, a saeculo XVII", a byl promován 19. prosince 1936. V letech 1941-1945 vyučoval fundamentální teologii na Arcidiecézním bohosloveckém učilišti pražském. 26. září 1955 byl jmenován na Římskokatolické Cyrilometodějské bohoslovecké fakultě v Praze se sídlem v Litoměřicích lektorem pro obor křesťanská filosofie pro akademický rok 1955–1956. Jmenování bývalo pak každoročně obnovováno vždy pro následující akademický rok až do roku 1961-1962. Dne 13. září 1962 bylo rozhodnutím jeho další akademické působení ukončeno. Byl kanovníkem pražské metropolitní kapituly u sv. Víta. Zemřel 7. prosince 1968 v Praze a pochován byl na břevnovském hřbitově u baziliky sv. Markéty v Praze.